# Борго Пазети (Ферара)
Борго Пазети (итал. Borgo Pasetti) је насеље у Италији у округу Ферара, региону Емилија-Ромања.
Према процени из 2011. у насељу је живело 20 становника. Насеље се налази на надморској висини од 5 м.